# Bauchklang
Bauchklang est un groupe de hip-hop autrichien. Le quintet a joué plus de 700 concerts dans plus de 25 pays. Leur premier album, Jamzero (Ecco.Chamber) était déjà album de l’année de la station radio autrichienne FM4. 

## Biographie
Le groupe est formé en 1996. Bauchklang signifie en allemand, « le son du ventre ». 
Bauchklang sort son premier album, Jamzero, en 2001. En 2002, ils sont récompensés par deux Amadeus Awards dans les catégories FM4 Alternative Act des Jahres, et groupe rock/pop national. Après une représentation au festival Trans Musicales (2001) à Rennes, en France, Bauchklang est invité à jouer dans de nombreux festivals européens. En 2002, ils jouent pour la première fois au Canada, où ils assistent au prestigieux Festival de jazz de Montréal. En 2009, ils reçoivent le prix indien Indiecision Best Gig International Award, récompensant le meilleur concert d’un groupe étranger, concert qui sortit sous le nom Live in Mumbai (chez Monkey Music). L’album suivant, Signs (toujours chez Monkey Music), arrivait en 14e place du hit-parade autrichien.
Après le maxi Le Mans publié en 2011 à compte d’auteur, avec lequel Bauchklang fait ses preuves dans le domaine de la techno minimaliste, Ray était, un an plus tard, la suite logique dans la direction de dancefloor. Le Mans et Ray sont plutôt expérimentales et rappellent la musique électronique française comme celle de Justice[réf. nécessaire]. À la première écoute, ce sont plutôt maxis electronica ou tech house qui s’imposent que les pistes beatbox. 
En 2013 sort l'album Akusmatik ; il comprend la réédition des maxis Le Mans et Ray ainsi que sept nouveaux titres, produit par Patrick Pulsinger, pour un résultat qui s’éloigne de ce qu’on entend normalement dans le beatbox pour construire leur propre son. En juillet 2013, le groupe annonce le départ d'Alexander Böck, qui souhaite prendre une pause. Son dernier concert avec le groupe se fait en décembre 2013 au stade St. Pölten. Après une pause de deux ans et demi, Bauchklang revient en juin 2016 jouer au Donauinselfest.

## Style musical
Le groupe est composé de cinq membres, et tous les sons constituant leur musique sont produits par la voix (d'où le nom du projet) : beats, basse, imitations d'instruments, effets de voix, scratch, sons non identifiés, et aussi chant — presque toujours en anglais (exception faite de You Know partiellement en français sur Jamzero). Leurs voix surfent entre le dub, le hip-hop, la techno et le human beatbox classique.

## Récompenses
- 2001 : Youngster of Arts Europe
- 2002 : Amadeus Award dans les catégories FM4 Alternative Act des Jahres et groupe rock/pop national
- 2008 : Indiecision Best Gig International 08 (Inde)
- 2010 : Amadeus Award dans les catégories Best Live Act et Alternative
- 2011 : Niederösterreichischer Kulturpreis (Lower Austrian Cultural Award) dans la catégorie musique

## Membres

### Membres actuels
- Andreas Fraenzl - chant (depuis 1996)
- Gerald Huber - beatbox, percussions vocales, chœurs, basse humaine (depuis 1996)
- Christian Birawsky a.k.a. Bina - beatbox, percussions vocales (depuis 2006)
- Philipp Sageder - chant, percussions vocales, chœurs (depuis 2003)

### Anciens membres
- Alex Böck - basse humaine (1996-2013)
- Erich Schwab - chant (1996–2000)
- Stefan Eigenthaler - chant (1996–2000)
- Rainer Spangl - chant (1996–1998, 2001–2003)
- Peter Groißböck - chant (1998–2001)
- Johannes Weinberger - chant (2000–2003)
- Karl Schrumpf - percussions vocales (2000–2006)
- Pollard Berrier - chant (2003–2006)

## Discographie

### Albums studio
- 2001 : Jamzero
- 2005 : Many People
- 2010 : Signs
- 2013 : Akusmatik

### EP et singles
- 2001 : Don't Ask Me (maxi CD)
- 2005 : Don't Step (EP, vinyle)
- 2006 : Rhythm of Time/Barking News (EP, vinyle)
- 2010 : Signs (EP/single)
- 2011 : Le Mans (EP, vinyle)
- 2012 : Ray (EP, vinyle)
- 2012 : Ray Remixed (numérique)

### Album live
- 2009 : Live in Mumbai